# Ferdinand II. (Sizilien)

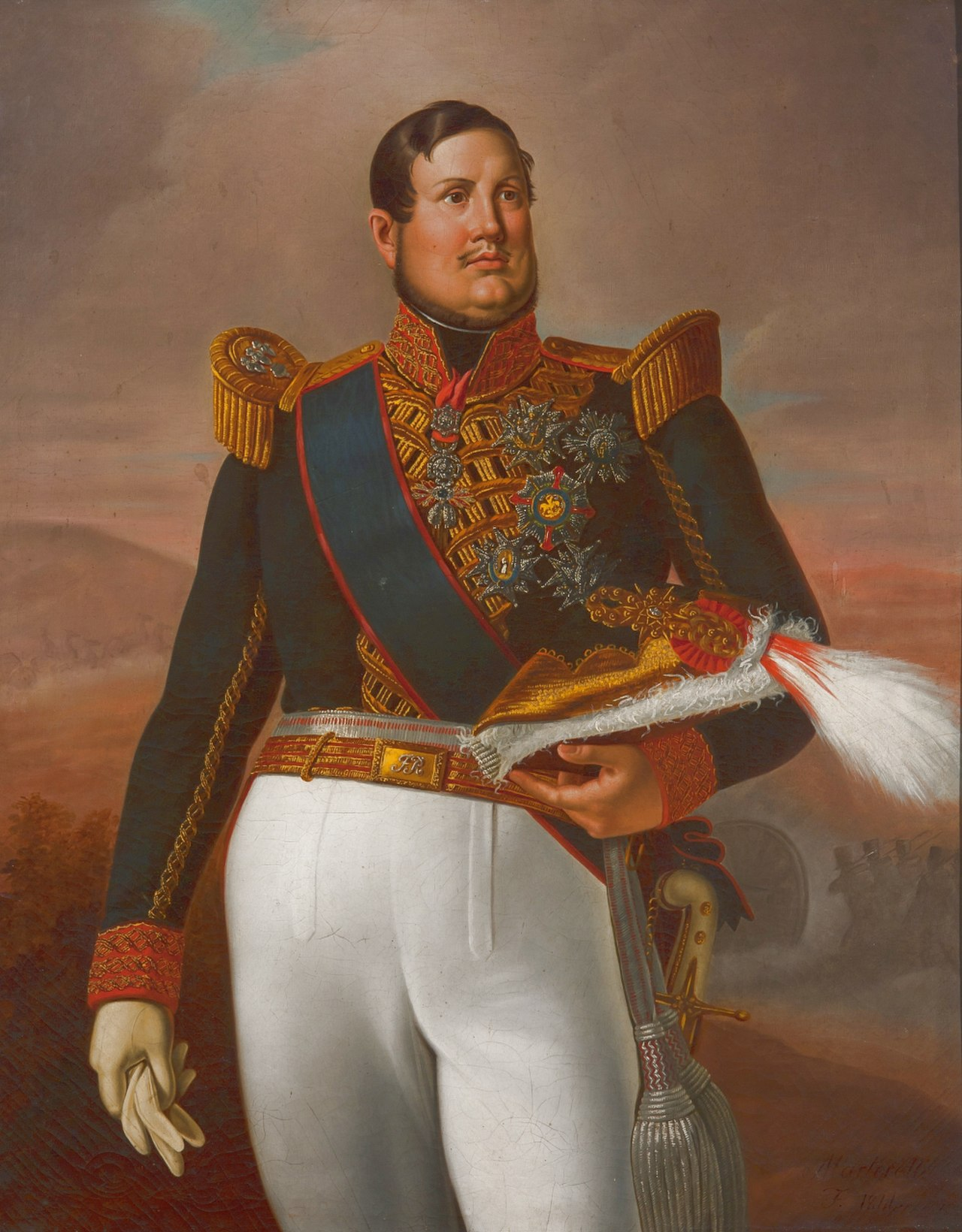
Ferdinand II., König beider Sizilien

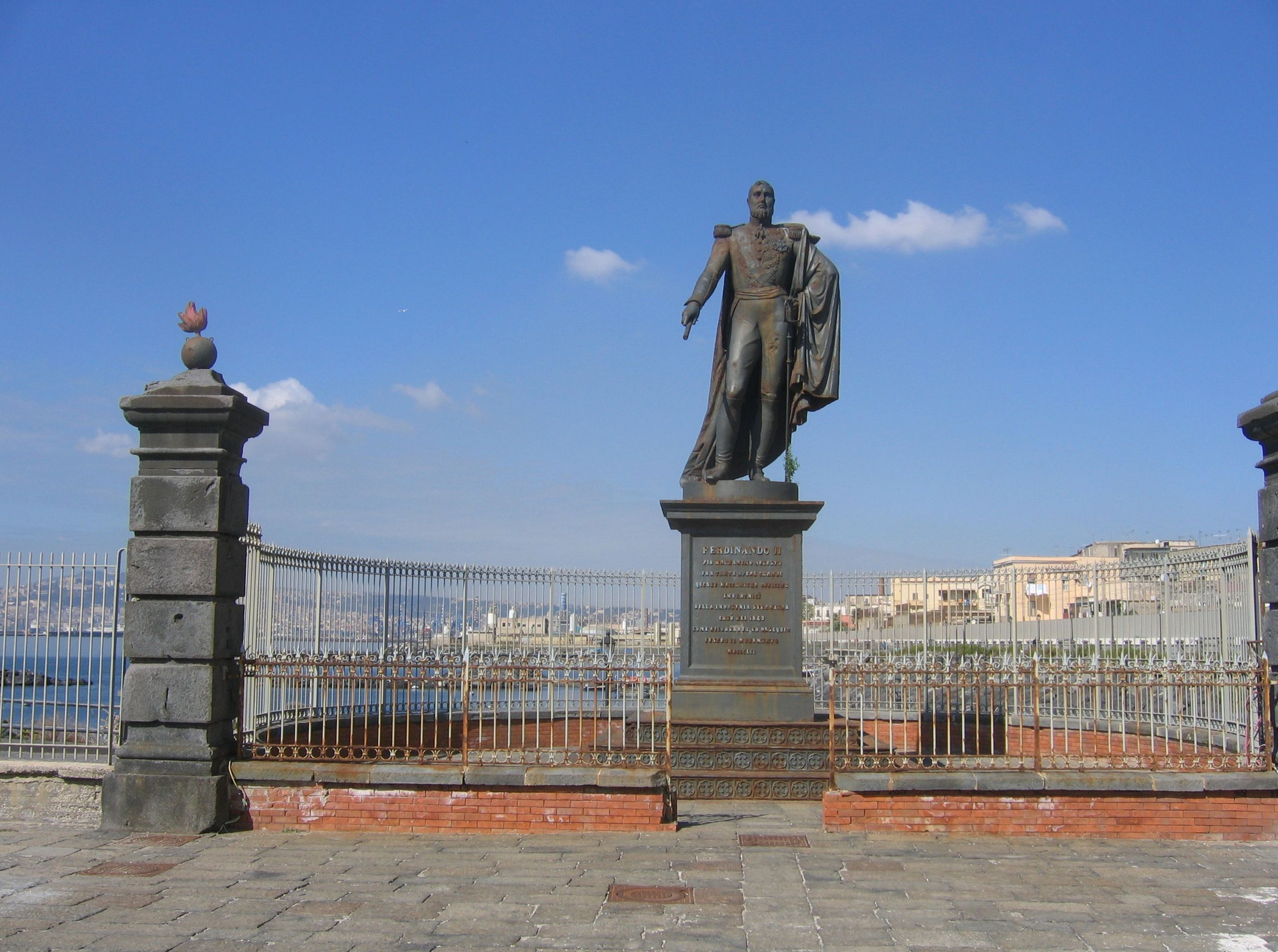
Statue Ferdinands II. im Nationalen Eisenbahnmuseum Pietrarsa von Pasquale Ricca

Ferdinand II. Karl (* 12. Januar 1810 in Palermo; † 22. Mai 1859 in Caserta) aus dem Hause Bourbon war König beider Sizilien.

## Herkunft
Ferdinand Karl war ein Enkel König Ferdinands I. und ältester Sohn König Franz I. und dessen zweiter Gemahlin, der Infantin Maria Isabel von Spanien. Er wurde am 12. Januar 1810 geboren.

## Regierung
Am 8. November 1830 übernahm er von seinem Vater ein durch Adels- und Priesterherrschaft, Verschwendung des Hofs und Aufstandsversuche zerrüttetes Land und schien anfangs zu politischen Reformen geneigt. Er begann seine Regierung mit einer Amnestie sowie mit einer Regelung des Finanzwesens. Er ordnete wesentliche Einsparungen an, beseitigte dem Volk missliebige Beamte, hob die drückenden Jagd-Privilegien auf, gab die Getreideausfuhr frei, verbesserte das Heerwesen und wandte dem öffentlichen Bauwesen besondere Aufmerksamkeit zu. Dagegen wurden alle liberalen Bestrebungen mit der größten Härte niedergeschlagen und bestraft. Zur Unterstützung des Absolutismus organisierte Ferdinand eine kostspielige Militärmacht. Während seiner Regierung kam es zu einer Reihe von politischen Verschwörungen, in deren Folge ein raffiniertes Spionage- und Polizeisystem eingerichtet wurde.
Als sich Anfang Januar 1848 Sizilien erhob, sah sich Ferdinand am 19. Januar zur Gewährung einiger Reformen sowie zur Entlassung seiner bisherigen Ratgeber genötigt. Am 29. Januar erließ er eine Verfassung für beide Teile des Reichs. Bald darauf entsandte er Truppen nach Oberitalien, die das Königreich Sardinien im Krieg gegen Österreich unterstützen sollten, jedoch zu spät eintrafen, um die Niederlage abwenden zu können. Am 7. April hatte Neapel Österreich den Krieg erklärt und auf die Erklärung folgte eine Proklamation, in der der neapolitanische Souverän die italienische Liga als auch für das Königreich Neapel als gültig ansah. Die Sizilianer misstrauten indessen dem König und erhoben sich gegen ihn. Während der König die Entsendung einer Armee von 17.000 Mann unter dem Kommando von General Pepe in die Lombardei genehmigte, kam aus Palermo die Nachricht, dass Sizilien ihn bereits des Thrones für verlustig erklärt hatte. Am 18. April 1848 erklärte das Parlament die Bourbonen für abgesetzt. Der König löste seinerseits die Anfang 1848 zusammengetretenen beiden Kammern des Parlaments kurzerhand wieder auf.
Am 29. August 1848 beauftragte der König General Carlo Filangieri mit der Rückeroberung Siziliens. Dessen Truppen ließen Messina vom 7. bis 9. September beschießen, siegten dann bei Taormina, Catania und Syrakus und rückten im folgenden Frühjahr bis Palermo vor. Bis zum April 1849 erstickten die Truppen Ferdinands den sizilianischen Aufstand in einem Blutbad. Angesichts des die Zivilbevölkerung nicht verschonenden Bombardements von Messina nannte das Volk seinen König fortan Re Bomba. Im Zuge der allgemeinen Reaktion in Italien beseitigte Ferdinand die neue Verfassung gänzlich. Alle Beteiligten an der Reform des Staats ließ er auf das härteste verfolgen. 22.000 Menschen wurden wegen politischer Vergehen bestraft. Seine früheren Minister ließ Ferdinand vor seinen Augen Zwangsarbeit als Galeerensklaven verrichten. Aus dem konfiszierten Vermögen der Verurteilten bereicherte er sich selbst.
Als 1856 Frankreich und England infolge der Vorstellungen Sardiniens auf dem Pariser Kongress dem König im Interesse der Ruhe Italiens eine Änderung seiner Politik empfahlen, verbat er sich jede Einmischung in seine Regierung so entschieden, dass jene allen diplomatischen Verkehr mit Neapel abbrachen.
Das gegen Ferdinand am 8. Dezember 1856 versuchte Attentat des Agesilao Milano sowie verschiedene Aufstände bestärkten ihn nur noch entschiedener in der eingeschlagenen Richtung.
Im Jänner 1859 begab sich der Hof nach Bari. Am 7. März 1859 ließ sich der bereits todkranke König an Bord der Fregatte Fulminante hieven und kehrte nach Neapel zurück. Er zog sich zuletzt nach Caserta zurück, ließ in Neapel den Belagerungszustand erklären und starb am 22. Mai 1859.
Nach Ferdinand II. war zwischenzeitlich die Vulkaninsel Ferdinandea benannt, die im Juli 1831 rund 60 km vor der Südwestküste Siziliens auftauchte, jedoch bereits im Dezember des Jahres unter der Meeresoberfläche verschwand.

## Ehen und Nachkommen

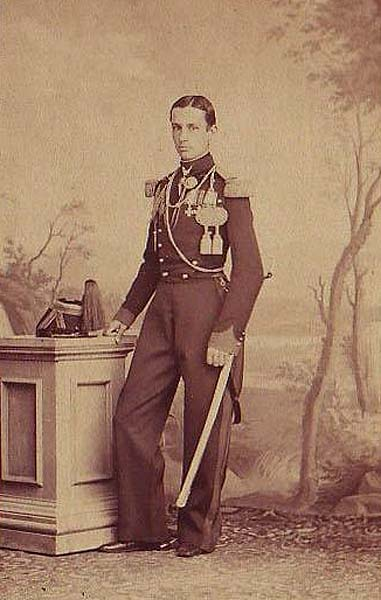
Prinz Alfons Maria von Neapel-Sizilien

König Ferdinand II. vermählte sich am 21. November 1832 in Voltri mit Prinzessin Maria Christina von Savoyen, Tochter des Königs Viktor Emanuel I. von Sardinien-Piemont, die ihm den Kronprinzen gebar.
- Franz Maria Leopold (1836–1894) ⚭ 1859 Herzogin Marie in Bayern

Ein Jahr nach dem Tod seiner ersten Frau vermählte er sich im Januar 1837 in Neapel mit Maria Theresia von Österreich, der Tochter des Erzherzogs Karl von Österreich-Teschen, die ihm acht Söhne und vier Töchter gebar:
- Ludwig Maria, Graf von Trani (1838–1886) ⚭ 1861 Herzogin Mathilde in Bayern
- Alberto (1839–1844), Graf von Castrogiovanni
- Alfons Maria (1841–1934), Graf von Caserta
- Maria Annunziata (1843–1871) ⚭ 1862 Erzherzog Karl Ludwig von Österreich
- Maria Immaculata (1844–1899) ⚭ 1861 Erzherzog Karl Salvator von Österreich-Toskana
- Gaetano Maria (1846–1871), Graf von Girgenti
- Giuseppe Maria (1848–1851), Graf von Lucera
- Maria Pia (1849–1882) ⚭ 1869 Herzog Robert I. von Parma
- Vincenzo Maria (1851–1854), Graf von Melazzo
- Pasquale Maria (1852–1904), Graf von Bari
- Maria Luisa (1855–1874) ⚭ 1873 Prinz Henri von Bourbon-Parma
- Gennaro (1857–1867), Graf von Caltagirone

König Ferdinand II. wurde in der Kirche Santa Chiara beigesetzt.